# Noh In-Kyung
Noh In-Kyung, née à Séoul le 2 février 1980, est une autrice-illustratrice sud-coréenne de livres pour la jeunesse.

## Biographie
Noh In-Kyung a créé son premier album Le train et le poisson (original : gichawa mulgogi) en 2006. Elle a été sélectionnée pour l’« Illustrateur de l’année » à la foire du livre de jeunesse de Bologne 2012, pour son œuvre de fin d’études à l’Université Hongik, Soso, l’effaceur (original : chaekcheongsobu soso).
En 2013, Monsieur Papa et les 100 gouttes d’eau (original : kokkiri ajeossiwa 100gaeui mulbangul) a remporté la Pomme d'Or de Bratislava à la Biennale d'illustration de Bratislava, et le Prix P'tits Mômes 2015 en Suisse.
Hérisson X (original : goseumdochi X) a fait partie de la sélection White Ravens 2015 et Le souffle (original : sum) a été retenu pour Silent Books 2019 de l’Union internationale du livre de jeunesse, (IBBY). Publié en France et à Taïwan, Monsieur Ours veut qu’on le laisse tranquille rencontre des lecteurs francophones et sinophones. Seuls deux de ses ouvrages ont été traduits en français, aux éditions Rue du monde.

## Œuvres
- Je ne bois pas de lait (original : uyuneun an masyeo), Munhakdongne (Corée du Sud), 2022,  (ISBN 9788954689335)
- C’est à moi, tout est à moi (original : nae geoya da nae geoya), Munhakdongne (Corée du Sud), 2022,  (ISBN 9788954689342)
- Le roi aux oreilles d’âne (original : imgeumnim gwineun dangnagwi gwi), Munhakdongne (Corée du Sud), 2022,  (ISBN 978-89-546-8548-1)
- Grippe-sou (original : jaringobi), Munhakdongne (Corée du Sud), 2022,  (ISBN 9788954689892)
- Ça ne va pas du tout (original : hanado an gwaenchana), Munhakdongne (Corée du Sud), 2021,  (ISBN 9788954681537)
- Je ne veux pas me couvrir d’une couette (original : ibureun an deopeo), Munhakdongne (Corée du Sud), 2021,  (ISBN 9788954681551)
- Je ne jouerai pas avec mes amis (original : chingurang an nora), Munhakdongne (Corée du Sud), 2021,  (ISBN 9788954681544)
- Je t’aime, mon chéri qui dit toujours « non » (original : saranghae aniyogun), Yibom (Corée du Sud), 2019,  (ISBN 9791188451579)
- Le souffle (original : sum), Munhakdongne (Corée du Sud), 2018,  (ISBN 978-89-546-5291-9)
- Moi, un petit sac (original : naneun bongji), Woongjin Junior (Corée du Sud), 2017,  (ISBN 978-89-01-21721-5)
- Monsieur Ours veut qu’on le laisse tranquille (original : gomssiui uija), Munhakdongne (Corée du Sud), 2016,  (ISBN 978-89-546-4231-6)
- 熊先生的椅子, 青林 (Taïwan), 2018,  (ISBN 9789862743669)
- C’est ton jour (original : neoui nal), Bearbooks (Corée du Sud), 2015,  (ISBN 9791158360054)
- Hérisson X (original : goseumdochi X), Munhakdongne (Corée du Sud), 2014,  (ISBN 978-89-546-2577-7)
- Monsieur Papa et les 100 gouttes d’eau (original : kokkiri ajeossiwa 100gaeui mulbangul), Munhakdongne (Corée du Sud), 2012,  (ISBN 978-89-546-1861-8)
- 大象杜笛和100个小水滴, People’s education press (Chine), 2014,  (ISBN 9787107294013)
- Mr Tutti y las 100 gotas de agua, Barbara fiore edition (Espagne), 2015,  (ISBN 9788415208655)
- العم فيفو والـ 100 قطرة, AlFulk Translation and Publishing, (Émirats arabes unis), 2017,  (ISBN 9789948234357)[9]
- Soso, l’effaceur (original : chaekcheongsobu soso), Munhakdongne (Corée du Sud), 2010,  (ISBN 978-89-546-1352-1)
- Le train et le poisson (original : gichawa mulgogi), Munhakdongne (Corée du Sud), 2006,  (ISBN 89-546-0114-6)

### Publications en traductions françaises
- Monsieur Papa et les 100 gouttes d'eau, texte adapté du coréen par Alain Serres, Rue du monde (France), 2014  (ISBN 9782355043284)
- Monsieur Ours veut qu’on le laisse tranquille[8], texte adapté du coréen par Laurana Serres-Giardi, Rue du monde (France), 2017  (ISBN 9782355044601)

## Prix et distinctions
- 2012 : Sélection « Illustrateur de l’année » à la foire du livre de jeunesse de Bologne[réf. nécessaire], pour son album Soso, l’effaceur (original : chaekcheongsobu soso)
- 2013 : Pomme d'Or de Bratislava à la Biennale d'illustration de Bratislava[10],[3], pour Monsieur Papa et les 100 gouttes d’eau (original : kokkiri ajeossiwa 100 gaeui mulbangul)
- 2015 : Prix P'tits Mômes[4] pour Monsieur Papa et les 100 gouttes d’eau
- 2015 : Sélection White Ravens[5], pour son livre Hérisson X (original : goseumdochi X)
- 2019 : Sélection Silent Books[11],[7] de l’Union Internationale du livre de jeunesse (IBBY), pour Le souffle (original : sum).